# Chess Collectors International
Чесс коллекторс интернэшонал (англ. Chess Collectors International — CCI) — международная организация шахматных коллекционеров. Основана в 1984 году по инициативе американских шахматных коллекционеров; объединяет представителей свыше 20 стран (1988); входит в состав ФИДЕ. Президент — американский врач Д. А. Дин (с 1984); почётный член — А. Карпов. Организация способствует исследованию шахматной истории и шахматных фигур; раскрытию связи между шахматами и всеобщей историей, культурой, искусством, литературой и различными областями науки; публикует материалы по истории шахматных фигур и досок. 
Раз в 2 года проводит международные конгрессы в одной из стран, где имеются крупные музеи, которые могут организовать выставки шахматных фигур и картин на шахматную тему. 1-й конгресс состоялся в США в 1984 году, 2-й — в Лондоне в 1986-м, 3-й — в Мюнхене в 1988-м. Одновременно с конгрессами организуются семинары по истории шахмат, демонстрируются кинофильмы на шахматные темы, проводятся аукционы и так далее. 